# Kaysha
 (juin 2013).
Si vous disposez d'ouvrages ou d'articles de référence ou si vous connaissez des sites web de qualité traitant du thème abordé ici, merci de compléter l'article en donnant les références utiles à sa vérifiabilité et en les liant à la section « Notes et références ».
Edward Mokolo Jr, plus connu sous son nom de scène Kaysha, est un chanteur, rappeur et producteur congolais, né le 22 janvier 1974 à Kinshasa.

## Biographie
Né en 1974 à Kinshasa en République démocratique du Congo (alors nommée "Zaïre"), Kaysha a toujours eu une certaine appétence pour la musique, le dessin [réf. nécessaire]. Dès l'enfance, Kaysha voyage partout dans le monde : New York, puis la Chine, la Polynésie, le Sahara, Los Angeles et le Japon, ce qui lui vaudra plus tard le surnom de World Wide Chico.[réf. nécessaire]
Il est le fils d'Edouard Mokolo wa Mpombo, chef des services de renseignement du président zaïrois Mobutu.
En 1981, sa famille arrive en France, car son père y  est nommé ambassadeur du Zaïre. En 1986 sa mère lui offre un synthétiseur, ce qui le pousse à faire de la musique. À l'époque il reproduit les génériques des téléfilms, tels que Supercopter. En 1988, il commence à rapper, il apprend également à parler l'anglais et l'espagnol couramment du fait de ses voyages fréquents entre Paris, Kinshasa et New York. C'est donc tout naturellement qu'il se met à rapper en anglais ainsi qu'en espagnol.[réf. nécessaire]
Il commence à se produire en Belgique puis à Paris. En 1993, les choses commencent à prendre de l'ampleur du fait de l'émergence du rap. À l'époque son groupe se compose de E-Komba, sa sœur et d'un rappeur, Killian, un chanteur de R&B, du groupe Organiz (deux chanteurs de R&B).[réf. nécessaire]
En 1996, il rencontre l'artiste Jean-Michel Rotin présenté par Maryloo Coopen (Mwen ni to). Il découvre le Zouk et participe au projet Solo. Ils se produisent beaucoup et se font remarquer sur Paris.[réf. nécessaire]
En 1997, il entame une tournée internationale, en passant notamment par New York, ce qui lui permet d'étendre son carnet d'adresses. Jean-Michel Rotin lui propose de partir en tournée avec lui dans les Caraïbes. Avant le départ en tournée, il participe au hit zouk Tour sur l'album X-TAZ réalisé par Rilcy (Da Yardiz). C'est à cette époque qu'il décide de faire son premier album solo I'm Ready. Entouré de l'équipe Preview (Rokhenza, Ice, Phylly et Mike du groupe Organiz, Grégory Cistos & JMR), il produit son premier opus à Cayenne en Guyane.[réf. nécessaire]
En 1999, il change encore de style avec WorldWideChico, un album plus urbain avec notamment un duo avec Killah Priest du Wu-Tang-Clan. En 2003, le single On dit quoi connaît un succès en Afrique, tiré de l’album It’s All Love premier disque à sortir sur son nouveau label Sushiraw.[réf. nécessaire]. Il s'est inspiré de 200% Zoblazo de Meiway.
Kaysha a vendu plus 1 200 000 albums à travers le monde.[réf. nécessaire]

## Discographie

### Albums
- 1998 : I'm Ready
- 1999 : World Wide Chico
- 2002 : Caribbean Soul
- 2003 : It's All Love
- 2004 : African Bohemian
- 2005 : Grand Maquis
- 2006 : Legendary
- 2009 : Forever Young (double album)
- 2010 : Works Of Art
- 2013 : Raw Like Sushi
- 2014 : Alien Blood
- 2017 : African Prince

### Participations
- Mika Mendes : Poco Di Bo (feat. Kaysha) et  You're the One I Need (feat. Elizio & Kaysha), en 2008, sur l'album éponyme de Mika Mendes
- Samy Sam Beats : Bananas